# Rumuńskie filmy zgłoszone do rywalizacji o Oscara w kategorii filmu nieanglojęzycznego
Rumuńskie filmy zgłoszone do rywalizacji o Oscara w kategorii filmu nieanglojęzycznego – filmy przedstawiane przez Rumunię do konkursu o Oscara dla najlepszego filmu nieanglojęzycznego.
Kategorię „film nieanglojęzyczny” wprowadzono po raz pierwszy podczas 29. edycji Nagród Akademii Filmowej, której ceremonia rozdania odbyła się w 1957 roku. Wcześniej, na przełomie lat 1948–1956, ośmiokrotnie nagrodzono filmy zagraniczne Oscarem honorowym lub specjalnym. Statuetka wręczana jest zawsze reżyserowi, aczkolwiek za oficjalnego zdobywcę nagrody uznaje się kraj, z którego pochodzi film.
Rumunia przedstawia swoich kandydatów do Oscara dla najlepszego filmu nieanglojęzycznego od 1966 roku. Wyboru dokonuje komitet, powołany przez Narodowe Centrum Kinematografii. Jak dotychczas kraj uzyskał jedną nominację. Najczęściej zgłaszanym reżyserem jest Sergiu Nicolaescu (pięć tytułów).

## Lista zgłoszonych filmów
| Rok (ceremonia) | Tytuł polski                                                    | Tytuł oryginalny                                         | Tytuł anglojęzyczny                                  | Reżyseria                   | Status         |
| --------------- | --------------------------------------------------------------- | -------------------------------------------------------- | ---------------------------------------------------- | --------------------------- | -------------- |
| 1966 (39.)      | Pałace w płomieniach                                            | Răscoala                                                 | The Uprising                                         | Mircea Mureșan              | brak nominacji |
| 1968 (41.)      | Kolumna Trajana                                                 | Columna                                                  | The Column                                           | Mircea Drăgan               | brak nominacji |
| 1969 (42.)      | Dziewczyna na jeden sezon                                       | Răutăciosul adolescent                                   | A Woman for a Season                                 | Gheorghe Vitanidis          | brak nominacji |
| 1971 (44.)      | Michał Waleczny                                                 | Mihai Viteazul                                           | The Last Crusade                                     | Sergiu Nicolaescu           | brak nominacji |
| 1973 (46.)      | Weronika                                                        | Veronica                                                 | Veronica                                             | Elisabeta Bostan            | brak nominacji |
| 1976 (49.)      | Osąd                                                            | Osânda                                                   | The Doom                                             | Sergiu Nicolaescu           | brak nominacji |
| 1983 (56.)      | Powrót z piekła                                                 | Întoarcerea din iad                                      | Return from Hell                                     | Nicolae Mărgineanu          | brak nominacji |
| 1984 (57.)      | Glissando                                                       | Glissando                                                | Glissando                                            | Mircea Daneliuc             | brak nominacji |
| 1985 (58.)      | Ciuleandra                                                      | Ciuleandra                                               | Kiuleandra                                           | Sergiu Nicolaescu           | brak nominacji |
| 1986 (71.)      | Ostatnie uderzenie                                              | Noi, cei din linia întîi                                 | The Last Assault                                     | Sergiu Nicolaescu           | brak nominacji |
| 1989 (71.)      | Tym, którzy płacą własnym życiem                                | Cei care plătesc cu viața                                | Those Who Pay With Their Lives                       | Șerban Marinescu            | brak nominacji |
| 1990 (63.)      | Dlaczego biją w dzwony, Mitica?                                 | De ce trag clopotele, Mitică?                            | Why Are the Bells Ringing, Mitica?                   | Lucian Pintilie             | brak nominacji |
| 1992 (65.)      | Hotel de lux                                                    | Hotel de lux                                             | Hotel de lux                                         | Dan Pița                    | brak nominacji |
| 1993 (66.)      | Łoże małżeńskie                                                 | Patul conjugal                                           | The Conjugal Bed                                     | Mircea Daneliuc             | brak nominacji |
| 1994 (67.)      | Pepe i Fifi                                                     | Pepe și Fifi                                             | Pepe & Fifi                                          | Dan Pița                    | brak nominacji |
| 1996 (69.)      | Stan rzeczy                                                     | Stare de fapt                                            | State of Things                                      | Stere Gulea                 | brak nominacji |
| 1998 (71.)      | Ostatni przystanek raj                                          | Terminus paradis                                         | Next Stop Paradise                                   | Lucian Pintilie             | brak nominacji |
| 1999 (72.)      | Słynny paparazzo                                                | Faimosul paparazzo                                       | The Famous Paparazzo                                 | Nicolae Mărgineanu          | brak nominacji |
| 2002 (75.)      | Filantropia                                                     | Filantropica                                             | Philanthropy                                         | Nae Caranfil                | brak nominacji |
| 2004 (77.)      | Orient Express                                                  | Orient Express                                           | Orient Express                                       | Sergiu Nicolaescu           | brak nominacji |
| 2005 (78.)      | Śmierć pana Lăzărescu                                           | Moartea domnului Lăzărescu                               | The Death of Mr. Lazarescu                           | Cristi Puiu                 | brak nominacji |
| 2006 (79.)      | Tak spędziłem koniec świata                                     | Cum mi-am petrecut sfârșitul lumii                       | The Way I Spent the End of the World                 | Cătălin Mitulescu           | brak nominacji |
| 2007 (80.)      | 4 miesiące, 3 tygodnie i 2 dni                                  | 4 luni, 3 săptămâni și 2 zile                            | 4 Months, 3 Weeks and 2 Days                         | Cristian Mungiu             | brak nominacji |
| 2008 (81.)      | Reszta jest milczeniem                                          | Restul e tăcere                                          | The Rest is Silence                                  | Nae Caranfil                | brak nominacji |
| 2009 (82.)      | Policjant, przymiotnik                                          | Politist, adjectiv                                       | Police, Adjective                                    | Corneliu Porumboiu          | brak nominacji |
| 2010 (83.)      | Jak chcę gwizdać, to gwiżdżę                                    | Eu când vreau să fluier, fluier                          | If I Want to Whistle, I Whistle                      | Florin Șerban               | brak nominacji |
| 2011 (84.)      | Morgen                                                          | Morgen                                                   | Morgen                                               | Marian Crişan               | brak nominacji |
| 2012 (85.)      | Za wzgórzami                                                    | După dealuri                                             | Beyond the Hills                                     | Cristian Mungiu             | skrócona lista |
| 2013 (86.)      | Pozycja dziecka                                                 | Poziția copilului                                        | Child's Pose                                         | Călin Peter Netzer          | brak nominacji |
| 2014 (87.)      | Japoński piesek                                                 | Câinele japonez                                          | The Japanese Dog                                     | Tudor Cristian Jurgiu       | brak nominacji |
| 2015 (88.)      | Aferim!                                                         | Aferim!                                                  | Aferim!                                              | Radu Jude                   | brak nominacji |
| 2016 (89.)      | Sieranevada                                                     | Sieranevada                                              | Sieranevada                                          | Cristi Puiu                 | brak nominacji |
| 2017 (90.)      | Fikser                                                          | Fixeur                                                   | Fixeur                                               | Adrian Sitaru               | brak nominacji |
| 2018 (91.)      | Nie obchodzi mnie, czy przejdziemy do historii jako barbarzyńcy | Îmi este indiferent dacă în istorie vom intra ca barbari | I Do Not Care If We Go Down in History as Barbarians | Radu Jude                   | brak nominacji |
| 2019 (92.)      | La Gomera                                                       | La Gomera                                                | The Whistlers                                        | Corneliu Porumboiu          | brak nominacji |
| 2020 (93.)      | Kolektyw                                                        | Colectiv                                                 | Collective                                           | Alexander Nanau             | nominacja      |
| 2021 (94.)      | Niefortunny numerek lub szalone porno                           | Babardeală cu bucluc sau porno balamuc                   | Bad Luck Banging or Loony Porn                       | Radu Jude                   | brak nominacji |
| 2022 (95.)      | Niepokalana                                                     | Imaculat                                                 | Immaculate                                           | Monika Stan i George Chiper | brak nominacji |
| 2023 (96.)      | Nie obiecujcie sobie zbyt wiele po końcu świata                 | Nu aștepta prea mult de la sfârșitul lumii               | Do Not Expect Too Much from the End of the World     | Radu Jude                   | brak nominacji |
| 2024 (97.)      | Trzy kilometry do końca świata                                  | Trei kilometri pâna la capatul lumii                     | Three Kilometres to the End of the World             | Emanuel Pârvu               | brak nominacji |